# Cliffortia crassinervis
Cliffortia crassinervis är en rosväxtart som beskrevs av August Henning Weimarck. Cliffortia crassinervis ingår i släktet Cliffortia och familjen rosväxter. Inga underarter finns listade i Catalogue of Life.